# Tommy the Little Dragon
Tommy the Little Dragon (Дракоша Тоша en V. O.: traducido como Drakosha Tosha) es una serie de televisión animada infantil rusa cuyo estreno fue en 2017. Consta de dos temporadas emitidas de 52 episodios y está planeado llegar a los 130 episodios en 2022. La serie que ocupa los diez primeros puestos de audiencia en los canales rusos, tiene planeada su expansión a canales internacionales a lo largo del año 2020 y 2021.

## Sinopsis
En una familia común de pandas, vive un juguete vivo: un dragón llamado Tosha. Puede convertir cualquier día aburrido en una aventura, y al mismo tiempo dar respuestas a todas las preguntas de por qué. Al darse cuenta de que los niños no se ayudan entre sí, Tosha invita a los niños a visitar al hada Zabotushka.

## Equipo técnico
- Director: Andrei Bakhurin
- Guionista: Inga Kirkiz
- Artistas: Anna Umanets, Elena Bryutten-Firsova
- Animadores: K. Muravei, M. Kolpakova, Kirill Vorontsov, E. Sedova, Yu. Kutyumov, E. Demenkova, Anelya Gusha, M. Chugunova, Vadim Merkulov, M. Isakova, V. Vasyukhichev, Alla Yaroshenko, A. Oginskaya, D Kravchenko, G. Demin, T. Tishenina, Yulia Lis, A. Ivanova, M. Belyaev, Oleg Sheplyakov
- Productores: L. Vavilova, O. Roy, S. Kosinsky, Samson Polyakov, D. Davydova
- Compositor: Alexander Para
- Ingenieros de sonido: Igor Yakovel, Denis Dushin
- Papeles expresados: Andrey Levin, Julia Rudina

## Premios y festivales
- 2018 - Festival abierto ruso de películas de animación en Suzdal: la serie animada Shkola zaboty (Drakosha Tosha).[4]